# Iglesia de San Alejandro Nevski (Asjabad)
La Iglesia de Alejandro Nevski  (en ruso: Храм Александра Невского) es el nombre que recibe un templo de la Iglesia ortodoxa rusa en la ciudad de Asjabad capital del país asiático de Turkmenistán. Esta dirigida por el sacerdote Juan Kopacz. La iglesia de ladrillos cocidos blancos en forma de cruz, tiene una cúpula de madera bajo un techo de hojalata y una capacidad para 350 personas.
La Iglesia del "Santo Bendito Gran Príncipe Alexander Nevsky" fue establecida en 1882 y consagrada en 1900. Fue un iglesia campamente del 1er regimiento del Ejército de cosacos de Kuban.